# Sergei Kolychev
Sergei Valeryevich Kolychev (tiếng Nga: Серге́й Валерьевич Колычев; sinh ngày 28 tháng 9 năm 1988) là một cầu thủ bóng đá người Nga. Anh thi đấu cho F.K. Rotor Volgograd.